# Romulus Gabor
Romulus Gabor (Pui, 14 ottobre 1961) è un ex calciatore e allenatore di calcio rumeno, di ruolo attaccante.

## Carriera
Col Corvinul Hunedoara, squadra della sua città, ha militato per buona parte della sua carriera agonistica.
A 20 anni, nel 1981, giocò i Mondiali Under-20 in Australia venendo premiato col pallone d'oro come miglior giocatore del torneo.
Nei primi anni da titolare nel Corvinul Hunedoara fece coppia in attacco con un Mircea Lucescu a fine carriera che poi divenne anche suo allenatore.
Con la maglia bianco-blu prese parte agli Europei 1984 con la Nazionale.
Dopo aver smesso come calciatore è divenuto, nel 2005, allenatore in seconda del CFR Cluj.

## Palmarès

### Individuale
- Pallone d'oro del campionato del mondo Under-20: 1

Australia 1981